# NGC 4993

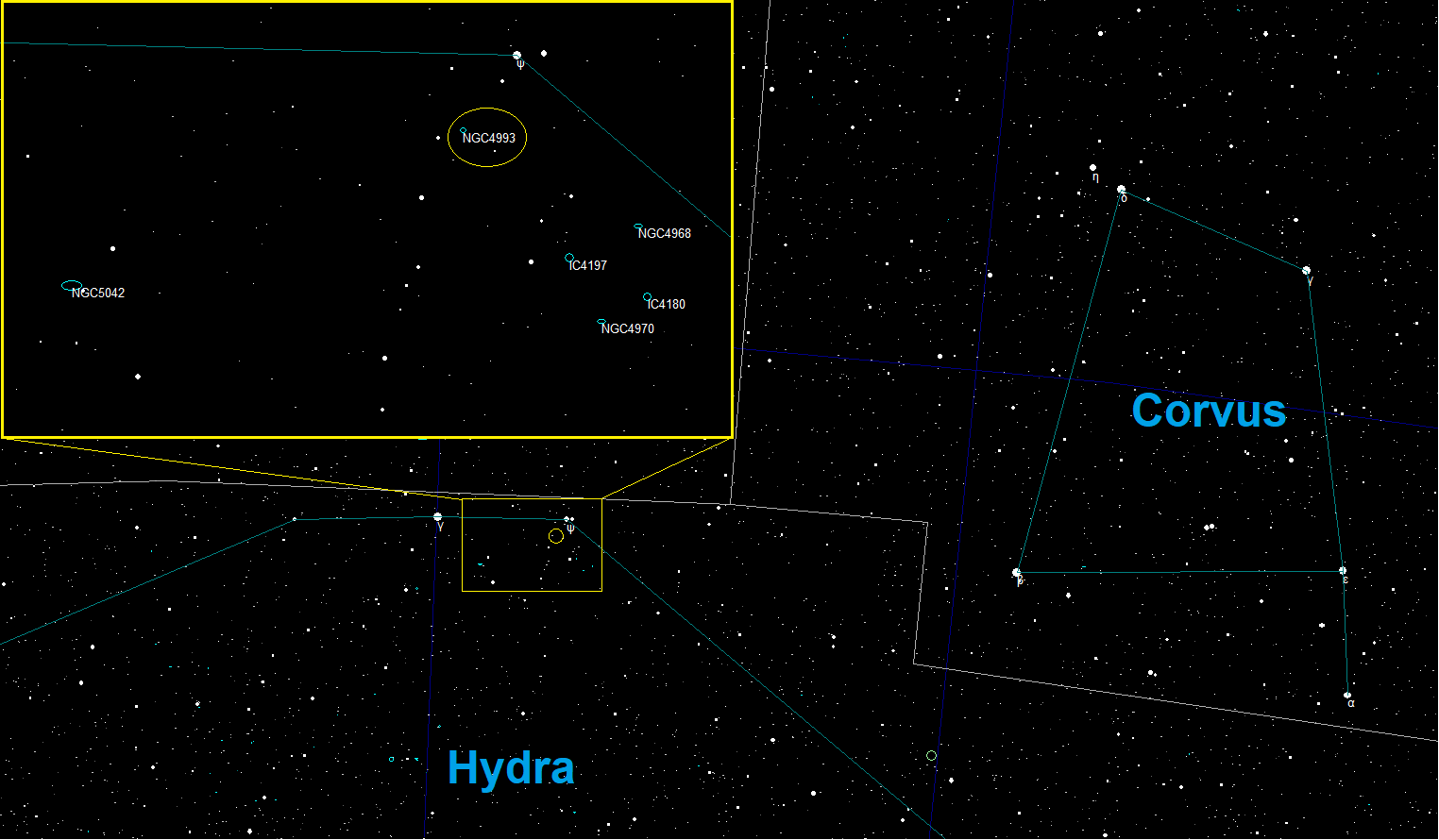
NGC 4993 na hvězdné mapě okolí ψ Hydrae, spolu s galaxiemi NGC 4968, NGC 4970, NGC 5042, IC 4180 a IC 4197.

NGC 4993 (také zapsaná jako NGC 4994) je čočková galaxie v souhvězdí Hydry, kterou objevil William Herschel 26. března 1789.
17. srpna 2017 byl v této galaxii pozorován optický protějšek gama záblesku
GRB 170817A,
který je pravděpodobně spojen s gravitační vlnou GW170817 pocházející z této galaxie.

## Pozorování
16. října 2017 bylo ohlášeno zachycení gravitačních vln nazvaných GW170817, které odpovídají splynutí dvou neutronových hvězd.
Toto zachycení gravitačních vln spojené s gama zábleskem je přímým potvrzením toho, že splynutí dvou neutronových hvězd může být zdrojem krátkého gama záblesku.